# Гартфорд (Вісконсин)
Гартфорд (англ. Hartford) — місто (англ. city) в США, в округах Вашингтон і Додж штату Вісконсин. Населення — 15 626 осіб (2020).

## Географія
Гартфорд розташований за координатами 43°19′16″ пн. ш. 88°22′40″ зх. д. / 43.32111° пн. ш. 88.37778° зх. д. (43.321182, -88.377752).  За даними Бюро перепису населення США в 2010 році місто мало площу 20,78 км², з яких 20,57 км² — суходіл та 0,21 км² — водойми.

## Демографія
Згідно з переписом 2010 року, у місті мешкали 14 223 особи в 5685 домогосподарствах у складі 3721 родини. Густота населення становила 684 особи/км².  Було 6032 помешкання (290/км²).
Расовий склад населення:
| - 94,7 % — білих - 0,9 % — чорних або афроамериканців - 0,8 % — азіатів - 0,5 % — корінних американців - 1,8 % — осіб інших рас |

До двох чи більше рас належало 1,2 %. Частка іспаномовних становила 4,8 % від усіх жителів.
За віковим діапазоном населення розподілялося таким чином: 26,5 % — особи молодші 18 років, 59,9 % — особи у віці 18—64 років, 13,6 % — особи у віці 65 років та старші. Медіана віку мешканця становила 35,6 року. На 100 осіб жіночої статі у місті припадало 96,5 чоловіків;  на 100 жінок у віці від 18 років та старших — 94,1 чоловіків також старших 18 років.
Середній дохід на одне домашнє господарство  становив 66 364 долари США (медіана — 57 253), а середній дохід на одну сім'ю — 78 940 доларів (медіана — 72 268). Медіана доходів становила 51 088 доларів для чоловіків та 42 602 долари для жінок. За межею бідності перебувало 8,1 % осіб, у тому числі 10,2 % дітей у віці до 18 років та 6,6 % осіб у віці 65 років та старших.
Цивільне працевлаштоване населення становило 7659 осіб. Основні галузі зайнятості: виробництво — 21,6 %, освіта, охорона здоров'я та соціальна допомога — 20,1 %, роздрібна торгівля — 11,3 %, науковці, спеціалісти, менеджери — 8,5 %.